# Luís de Albuquerque
Luís Guilherme Furtado de Mendonça de Castilho de Albuquerque, mais conhecido como Luís de Albuquerque GCSE • GOIH (Lisboa, Monte Pedral, 6 de Março de 1917 — Lisboa, Hospital da Marinha, 22 de Janeiro de 1992) foi um professor universitário de matemática e de engenharia geográfica, e um historiador dos descobrimentos portugueses.

## Biografia

### Nascimento e formação
Filho de Eduardo de Castilho de Albuquerque (Lisboa, Ajuda, 1878 - ?), Oficial do Exército, e de sua mulher Emília de Sá Furtado de Mendonça (Tomar, Santa Maria dos Olivais, 1892 - ?).
Frequentou o Colégio Militar. Licenciou-se em ciências matemáticas em 1939, e em engenharia geográfica em 1940, pela Faculdade de Ciências da Universidade de Lisboa, e obteve o grau de doutor em matemática pela Universidade de Coimbra.

### Carreira profissional
Iniciou a sua carreira em 1941, como docente na Faculdade de Ciências da Universidade de Coimbra, onde também foi um especialista em história da educação. Ascendeu a professor catedrático na faculdade em 9 de Julho de 1966, por concurso público.
Foi aclamado como um dos principais vultos da historiografia do Século XX no estudo dos Descobrimentos Portugueses, tendo escrito para jovens e crianças, e analisado a história da náutica e da marinha. Exerceu, igualmente, a posição de presidente da Comissão Científica da Comissão dos Descobrimentos Portugueses. Na sequência da Revolução de 25 de Abril, foi nomeado governador civil do distrito de Coimbra, cargo que ocupou entre 1974 e 1976.
Entre 1978 e a sua jubilação, em 1987, foi director da Biblioteca Geral da Universidade de Coimbra. Em 1983 colaborou na organização da XVII Exposição Europeia de Arte Ciência e Cultura, e, em 25 de Novembro de 1984, apresentou a comunicação Gil Eanes, e o Cabo Bojador, na Academia da Marinha.

## Condecorações[2]
- Grande-Oficial da Ordem do Infante D. Henrique (4 de Julho de 1987)
- Grã-Cruz da Antiga, Nobilíssima e Esclarecida Ordem Militar de Sant'Iago da Espada, do Mérito Científico, Literário e Artístico (11 de Março de 1993)

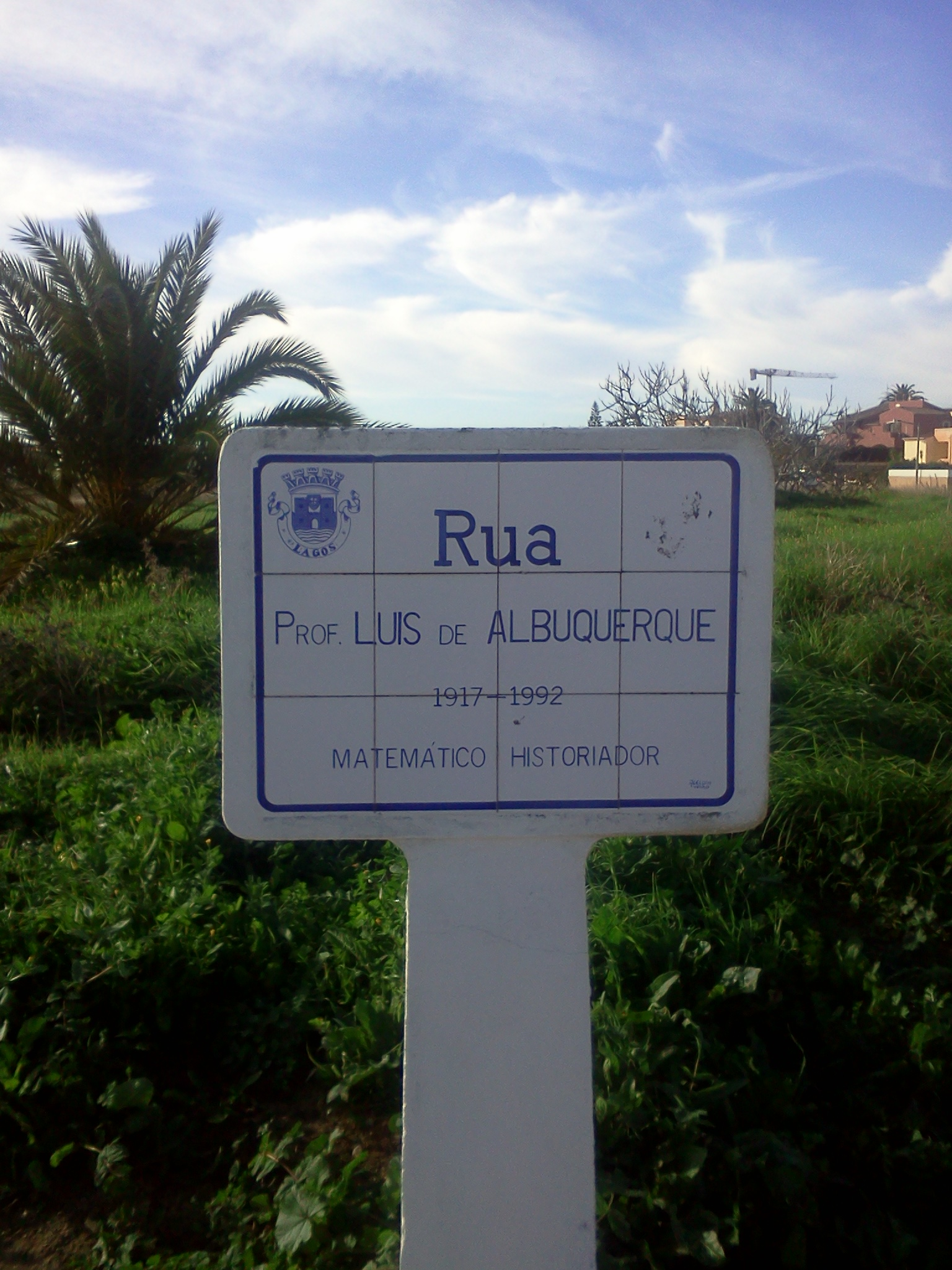
Placa toponímica da Rua Professor Luís de Albuquerque, em Lagos.

## Homenagens
Em 19 de Maio de 1993, a Câmara Municipal de Lagos colocou o nome de Professor Luís de Albuquerque numa rua no concelho.

## Academias a que pertenceu
- Académie Internationale d'Histoire des Sciences/Internationalis Scientiarum Historiae Comitatus

Sócio Extraordinário em 1963
- Academia Internacional da Cultura Portuguesa

Membro Correspondente em 1965, Membro de Número em 1979
- Academia Portuguesa da História

Membro Correspondente em 1969, Académico de Número em 1979
- Academia das Ciências de Lisboa

Membro Correspondente em 1971, Membro Efectivo em 1983
- American Historical Association

Membro Honorário em 1991

## Obras
Luís de Albuquerque deixou uma vastíssima obra. Uma bibliografia sumária pode ser consultada na página do Instituto Camões.
De 1974 a 1978, a Universidade de Coimbra publicou, em seis volumes e sob o título Estudos de História, os textos de História de Luís de Albuquerque.

### Obras publicadas
- A Introdução à História dos Descobrimentos
- Ciência e Experiência nos Descobrimentos Portugueses
- Para a História da Ciência em Portugal

## Obras disponíveis na internet
- «Ciência e experiência nos descobrimentos portugueses» (PDF). Lisboa, Instituto de Cultura e Língua Portuguesa, 1983 (em formato PDF)